# Franzpetrakia microstegii
Franzpetrakia microstegii är en svampart som beskrevs av Thirum. & Pavgi 1957. Franzpetrakia microstegii ingår i släktet Franzpetrakia och familjen Ustilaginaceae.   Inga underarter finns listade i Catalogue of Life.